# Hyposidra apioleuca
Hyposidra apioleuca là một loài bướm đêm trong họ Geometridae.